# Penicillidia miriamae
Penicillidia miriamae är en tvåvingeart som beskrevs av Oskar Theodor 1967. Penicillidia miriamae ingår i släktet Penicillidia och familjen lusflugor. Inga underarter finns listade i Catalogue of Life.